# Ейск
Ейск (на руски: Ейск) е курортен град в Русия, административен център на Ейски район, Краснодарски край. Населението му към 1 януари 2018 година е 83 665 души.